# Lista de denominações protestantes no Brasil por número de membros
Esta é uma lista de denominações protestantes no Brasil por número de membros. O protestantismo chegou ao Brasil no período colonial e consolidou-se a partir da abertura dos portos, embora o catolicismo continuasse a religião oficial oficial durante boa parte do século XIX. Desde a separação entre Estado e religião com a República, o protestantismo no Brasil floresceu, sendo hoje o segundo maior segmento religioso do Brasil.
Segundo o Censo realizado pelo Instituto Brasileiro de Geografia e Estatística (IBGE) em 2010 havia cerca de de 42,3 milhões de evangélicos no país, o que representava 22,2% da população brasileira. O Pew Research Center publicou também estudo realizado entre 2013 e 2014 em que os protestantes já representavam 26% da população brasileira e segundo pesquisa do Instituto de Pesquisa Datafolha no fim de 2014, os protestantes já seriam 29% da população do país, mostrando um rápido crescimento do grupo religioso no Brasil. Segundo o Latinobarómetro, em 2017, 27% da população brasileira era protestante.
Em 2020, o Instituto de Pesquisa Datafolha publicou nova pesquisa, informando que os evangélicos representariam 31% da população brasileira, o que à época equivalia a 65,4 milhões de pessoas.
Para efeito dessa lista, consideram-se denominação uma organização com governo centralizado ou convenção que torna uniforme as doutrinas e práticas de um grupo religioso. Embora existam grupos que usem o mesmo nome para identificar-se (como as Assembleias de Deus) a independência entre diversas organizações caracteriza a diversidade de denominações. Igrejas de governo congregacional enfatizam a independência da igreja local, mas ainda assim forma denominações pelas suas convenções.
Uma denominação cristã é um corpo religioso distinto no cristianismo, identificado por traços como nome, organização, liderança e doutrina. Os corpos individuais, no entanto, podem usar termos alternativos para se autodescreverem. As divisões entre um grupo e outro são definidas por autoridade e doutrina.
Os grupos que conservam uma doutrina uniforme, usam o mesmo nome, mas não formam uma única denominações podem ser classificados juntos como "tradição" ou família denominacional, com lista abaixo.

## Membros por denominação
1. Convenção Geral das Assembleias de Deus no Brasil 6.000.000 membros (em 2018)[9]
2. Congregação Cristã no Brasil 4.500.000 membros (em 2018)[10]
3. Convenção Nacional das Assembleias de Deus no Brasil 4.000.000 membros (em 2018) [9]
4. Igreja Universal do Reino de Deus 1.873.243 membros (em 2010)[nota 1][1]
5. Igreja Adventista do Sétimo Dia 1.824.191 membros (em 2024)[nota 2].[11]
6. Convenção Batista Brasileira 1.813.621 membros (em 2024)[12]
7. Igreja do Evangelho Quadrangular 1.808.389 membros (em 2010)[nota 3][13][1]
8. Igreja Internacional da Graça de Deus 1.195.380 membros (em 2014)[nota 4][3]
9. Igreja Pentecostal Deus é Amor 845.383 membros (em 2010)[nota 5][1]
10. Igreja Presbiteriana do Brasil 702.947 membros (em 2021)[14]
11. Igreja Evangélica de Confissão Luterana no Brasil 614.555 membros (em 2023)[15]
12. Convenção Batista Nacional 384.930 membros (em 2017)[16]
13. Igreja Cristã Maranata 356.021 membros (em 2010)[nota 6][1]
14. Igreja Mundial do Poder de Deus 315.000 membros (em 2010)[nota 7][17]
15. Igreja Metodista do Brasil 262.449 membros (2022)[18]
16. Igreja Evangélica Luterana do Brasil 245.097 membros (em 2020)[19]
17. Igreja Evangélica Pentecostal O Brasil Para Cristo 196.665 membros (em 2010)[1]
18. Comunidade Evangélica Sara Nossa Terra 180.130 membros (em 2010)[1]
19. Igreja Presbiteriana Renovada do Brasil 174.419 membros (em de 2024)[20]
20. Igreja do Nazareno 153.002 membros (em 2016)[nota 8][21]
21. Igreja Casa da Bênção 125.550  membros (em 2010)[1]
22. Igrejas de Cristo 120.000 membros (em 2017).[22]
23. Igreja Metodista Wesleyana 120.000 membros (em 2017).[23]
24. Igreja Presbiteriana Independente do Brasil 96.396 membros (em 2019)[24]
25. Aliança das Igrejas Cristãs Nova Vida 90.568 membros (em 2010)[1]
26. Igreja Evangélica Avivamento Bíblico 90.000 membros (em 2023)[25]
27. Igreja Adventista da Promessa 73.936 (em 2017)[nota 9][26]
28. Igreja Apostólica Fonte da Vida 70.000 (em 2011)[27]
29. Igreja Batista da Lagoinha 62.000 (em 2018).[28]
30. Associação das Igrejas Batistas Regulares do Brasil 51.000[29]
31. Igreja Unida 50.898 (em 2010)[30]
32. União das Igrejas Evangélicas Congregacionais do Brasil 50.000 membros (em 2004)[31]
33. Igreja Evangélica Congregacional do Brasil 50.000 membros (em 2004)[32]
34. Convenção das Igrejas Batistas Independentes no Brasil 45.000 membros (2019).[33]
35. Igreja Cristã Evangélica (Brasil) 41.000 (em 2016).[34]
36. Igreja Verbo da Vida 40.000 membros (em 2018).[35]
37. Igreja Videira 40.000 membros (em 2018).[36]
38. Igreja de Deus no Brasil 34.910 membros (em 2006)[nota 10][37][38]
39. Igreja Episcopal Anglicana do Brasil 19.400 membros (em 2009)
40. Igreja de Cristo 15.000 membros (em 2022).
41. Igreja Evangélica Transcultural 15.000 membros (2023).
42. Igreja Cristã Pentecostal da Bíblia do Brasil 11.000 membros (em 2006).[37]
43. Convenção das Igrejas Evangélicas Irmãos Menonitas no Brasil 10.400 (em 2018)[39]
44. Igreja Metodista Livre 9.802 membros (em 2017)[40]
45. Igreja de Deus 9.797 membros (em 2023).
46. Igreja Cristã Presbiteriana 6.000 membros (em 2010)[41]
47. Igreja Batista do Sétimo Dia 4.953 membros (em 2017).[42]
48. Igreja Presbiteriana Conservadora do Brasil 4.148 membros (em 2023)[43][44]
49. Igreja Evangélica Livre do Brasil 3.509 membros (em 2023)[45]
50. Igrejas Evangélicas Reformadas no Brasil 2.937 membros (em 2015)[46]
51. Igreja Presbiteriana Unida do Brasil 2.350 membros (em 2020)[47]
52. Aliança Cristã e Missionária 1.992 membros (em 2020)
53. Igreja Presbiteriana Fundamentalista do Brasil 1.639 membros (em 2017)[48]
54. Igreja Indígena Presbiteriana do Brasil 1.187 membros (em 2024)[49].
55. Igrejas Reformadas do Brasil 1.061 membros (2023)[50]
56. Igreja Presbiteriana Coreana Americana 1.000 membros (em 2018)[51]
57. Igreja Cristã da Aliança 450 membros (em 2010).[52]

## Membros por família denominacional
| Posição | Família denominacional  | Membros em 1990 | Membros em 2000 | Membros em 2010 | Membros em 2014 | Membros em 2018 |
| ------- | ----------------------- | --------------- | --------------- | --------------- | --------------- | --------------- |
| 1       | Pentecostalismo         | 8.179.706       | 17.975.249      | 25.380.484      | 45.342.000      | -               |
| -       | Assembleias de Deus     | 2.439.763       | 8.418.140       | 12.314.410      | 20.321.000      | -               |
| 2       | Fé Batista              | 1.532.676       | 3.162.691       | 3.723.853       | 6.574.590       | -               |
| 3       | Adventismo              | 706.407         | 1.209.842       | 1.561.071       | 1.793.070       | 1.807.503       |
| 4       | Luteranismo             | 1.029.679       | 1.062.145       | 999.498         | -               | -               |
| 5       | Presbiterianismo        | 498.207         | 981.064         | 921.209         | 1.195.380       | -               |
| 6       | Metodismo               | 138.885         | 340.963         | 340.938         | -               | -               |
| 7       | Congregacionalismo      | -               | 148.836         | 109.591         | -               | -               |
| 8       | Anglicanismo            | -               | 13.880          | 19.400          | -               | -               |
| 9       | Menonitas               | -               | 14.575          | -               | -               | 18.891          |
| 10      | Reformados Continentais | -               | -               | -               | -               | 3.975           |